# Phragmotheca
Phragmotheca  es un género botánico de plantas con flores con once especies perteneciente a la familia de las  Malvaceae. 

## Especies seleccionadas
- Phragmotheca amazonica
- Phragmotheca ecuadorensis
- Phragmotheca fuchsii
- Phragmotheca hydra
- Phragmotheca lemniscata
- Phragmotheca leucoflora
- Phragmotheca mambitana
- Phragmotheca mammosa
- Phragmotheca rubriflora
- Phragmotheca sidereotricha
- Phragmotheca siderosa